# Dope Stars Inc.
Dope Stars Inc. – włoski zespół grający industrialnego rocka, jednak zespół często wymienia nazwę cyberpunk.

## Historia

### Powstanie
Dope Stars Inc. powstało 8 maja 2003 roku w Rzymie. Na samym początku zespół składał się z wokalisty Victora Love, Grace’a Kholda grającego na syntezatorach, basisty Darina Yevonde’ego i gitarzysty Briana Wolframa. Głównym celem zespołu było stworzenie rock ’n’ rollowego zespołu z mieszanką muzyki punkowej i industrialnej. Każde słowo z ich nazwy zespołu coś znaczy. "Dope" reprezentuje narkotyczny kwas, który płynie w ich krwi. "Stars" reprezentuje ich stosunek do rock ’n’ rollu a "Inc." reprezentuje ich industrialną część muzyki.

### 10.000 Watts of Artificial Pleasures EP
Dope Stars Inc. zaczęło pracować nad swoją debiutancką EP-ką 8 maja 2003 roku. Victor Love zadbał o napisanie większości tekstów z pomocą Grace’a Kholda. EP-ka została nagrana bardzo szybko i praktycznie nic nie kosztowała producenta. Wszystkie egzemplarze zostały szybko wyprzedane.

### ://Neuromance
Kiedy zespół zaczynał tworzyć swój pierwszy longplay, postanowił nazwać go "New Breed Of Digital Fuckers". W lutym 2005 roku Brian Wolfram opuszcza zespół i zostaje zastąpiony przez gitarzystę z zespołu Klimt 1918.
W kwietniu 2005 roku zespół ogłasza, że Thomas Rainer (wyprodukował albumy zespołu L’Âme Immortelle), wyprodukuje trzy piosenki na nowym albumie. Oprócz tego producentem albumu zostaje John Fryer. Nazwa albumu zmienia się na ://Neuromance w czerwcu 2005 roku. Nowa nazwa albumu odnosi się do Williama Gibsona, autora noweli Neuromancer. William Gibson jest uznawany za twórcę kultury cyberpunkowej. ://Neuromance zostaje wydane 22 kwietnia 2005 roku.

### Make A Star EP
W 2006 roku zespół kontynuował pracę nad nowym materiałem i 4 sierpnia wydał EP-kę Make A Star. EP-ka zawierała cztery nowe piosenki stworzone przez Victora Love’a i nową wersję piosenki "Make A Star". EP-ka została wyprzedana w mniej niż 2 tygodnie.
W czasie lata 2006 roku zespół występował na ważnych festiwalach muzyki alternatywnej w Niemczech: Wave Gotik Treffen, Amphi Festival i M’era Luna Festival.

### Gigahearts
Po roku koncertowania, Dope Stars Inc. wchodzi do Subsound Studio i nagrywa nowy longplay pomiędzy lipcem a wrześniem 2006 roku. Gigahearts zostaje wydane 5 grudnia 2006 roku, prosto po powrocie Dope Stars Inc. ze wsparcia zespołu ASP. Po powrocie z trasy koncertowej, zespół opuszcza z powodów osobistych Grace Khold. W tym samym czasie do zespołu dołącza gitarzysta La Nuit.
27 stycznia 2007 roku, zespół występuje na premierze filmu Piła III w Monachium. Nowa piosenka "Getting Closer" zainspirowana filmem została wydana na europejskim soundtracku. Wkrótce do zespołu dołącza Noras Blake, którego zadaniem jest zadbanie o syntezatory podczas najbliższych koncertów w Niemczech.

## Muzycy

### Obecny skład zespołu
- Victor Love – śpiew, gitara, syntezatory, programowanie
- La Nuit – gitara
- Darin Yevonde – gitara basowa
- Ash Rexy – keyboard (muzyk koncertowy)
- Mark Mad'Honey – perkusja (muzyk koncertowy)

## Byli członkowie zespołu
- Grace Khold – instrumenty klawiszowe, syntezatory (2003–2006)
- Brian Wolfram – gitara (2003–2005)
- Noras Blake - syntezatory (grał tylko na koncertach)
- Alex Vega – gitara

## Dyskografia

### Albumy
| # | Tytuł                                   | Rok  | Wytwórnia       |
| - | --------------------------------------- | ---- | --------------- |
| 1 | 10.000 Watts of Artificial Pleasures EP | 2003 | Tristol Records |
| 2 | ://Neuromance                           | 2005 | Tristol Records |
| 3 | Make a Star EP                          | 2006 | Tristol Records |
| 4 | Gigahearts                              | 2006 | Tristol Records |
| 5 | Criminal Intensts / Morning Star        | 2009 | Tristol Records |
| 6 | 21st Century Slave                      | 2009 | Tristol Records |
| 7 | Ultrawired                              | 2011 | Tristol Records |
| 8 | TeraPunk                                | 2015 |                 |
| 9 | ://Decrypted_Files                      | 2016 |                 |

### Teledyski
| # | Tytuł            | Rok  | Album         |
| - | ---------------- | ---- | ------------- |
| 1 | "I'm Overdriven" | 2005 | ://Neuromance |